# 9Dragons
9Dragons – darmowa trójwymiarowa gra MMORPG wyprodukowana przez firmę Indy21, a następnie obsługiwana na rynku zachodnim przez Acclaim. Interfejs użytkownika napisany jest w języku angielskim. Sukcesywnie dodawane są nowe elementy gry. Z dniem 26 sierpnia 2010 gra została zawieszona tymczasowo. Przyczyną tej decyzji było odsprzedanie praw do gry portalowi GamersFirst, który we wrześniu odwiesił projekt.Potem grę przejęła firma GamesCampus. 15 lutego 2016  firma GamesCampus zakończyła wspieranie gry i nie jest ona już dostępna na oficjalnych serwerach.

## Cechy gry
- Trójwymiarowe środowisko
- Cykl dnia i nocy
- Możliwość handlu między postaciami
- System magii (tzw. "nuki" i nie tylko)
- Możliwość walki z potworami i innymi postaciami
- 9 klanów
- Możliwość wyboru specjalizacji postaci
- Możliwość tworzenia Party i zakładania własnej bandy (Gildii) jak i league (sojuszu gildii)
- Możliwość wstawiania broni na wyższy poziom (refinement system)
- Możliwość dodawania ornamentów do broni jak i do ubrań
- Walka klanów Białych kontra Czarnych na Blood Plains
- Różne style walki

## Umiejętności
- Strength – określa siłę i obronę bohatera
- Essence – umiejętność odpowiedzialna za "energię witalną" i wszystko, co z nią związane
- Wisdom – podwyższa umiejętności związane z Chi Kung
- Constitution – zapewnia większą liczbę "punktów zdrowia" oraz szybszą regenerację bohatera
- Dexterity – odpowiada za zręczność, pomaga w unikach, częstotliwość critical'i.

## Chi-Breathing (Medytacja Chi)
Każdy Stopień Wtajemniczenia Cheng składa się z 12 mniejszych poziomów. Na początku każdego nowego Stopnia Wtajemniczenia gracz musi nauczyć się nowej Techniki Medytacji Chi (zanim oficjalnie osiągnie ten Stopień). Wraz z postępami w nauce Technik Medytacji Chi zwiększa się cyrkulacja Chi gracza, która pozwala na poznawanie nowych, coraz mocniejszych technik walki. Kiedy osiągnie się 12 poziomów Cheng (12 poziom i awans), na ekranie pojawia się okno z propozycją nauki kolejnej Techniki Medytacji Chi. Po akceptacji rozpocznie się mini-gra umożliwiająca naukę Medytacji Chi. Jeśli gracz ukończy mini-grę popełniając jedynie minimalne błędy i mieszcząc się w określonym limicie czasowym – przejdzie na następny Stopień Wtajemniczenia; jeśli nie, będzie miał kolejną okazję do ukończenia mini-gry. Gracze, którzy zaliczą mini-grę szybciej, zostaną nagrodzeni Chi (Doświadczeniem). Podczas Medytacji Chi można otrzymać śmiertelne rany (jeśli grający zostanie zaatakowany), dlatego należy upewnić się, że bohater przebywa w bezpiecznym miejscu przed przystąpieniem do mini-gry.